# Шекере
Шекере (shekere, chequere) е музикален перкусионен инструмент от групата на идиофонните инструменти. Има африкански произход и се използва в народната, както и в популярната музика.
Представлява изсушена кратунка, чиято форма определя звука на инструмента. Кратунката се суши в продължение на няколко месеца, след което месото на плода и семките се отстраняват. След това кратунката се украсява и върху нея се изплита хлабава мрежичка (макраме) с нанизани на нея мъниста от пластмаса, дърво или керамика, които произвеждат звук при тръскане във въздуха или биене на инструмента по дланта.
Инструментът има различни наименования и варианти в различните части на континента. По-малък вариант на шекерето е ганайският инструмент axatse. Наименованието „шекере“ се използва в Нигерия, като може да се изписва по различни начини в другите държави, в които този инструмент е навлязъл: например в chekere Куба и xekere Бразилия.